# Banba (album)
Banba è un album in studio del gruppo folk irlandese Clannad, pubblicato nel 1994.

## Tracce
1. Na Laethe Bhí –- 5:20
2. Banba Óir – 3:26
3. There for You – 4:10
4. Mystery Game – 4:24
5. Struggle – 4:04
6. I Will Find You – 5:16
7. Soul Searcher – 4:25
8. Caidé Sin Do'n Té Sin – 4:22
9. The Other Side – 4:18
10. Sunset Dreams – 4:12
11. A Gentle Place – 3:11